# حواصیل سوت‌زن
حواصیل سوت‌زن (نام علمی: Syrigma sibilatrix) نام یک گونه از شاخه طنابداران است.